# Teşvikiye-Moschee

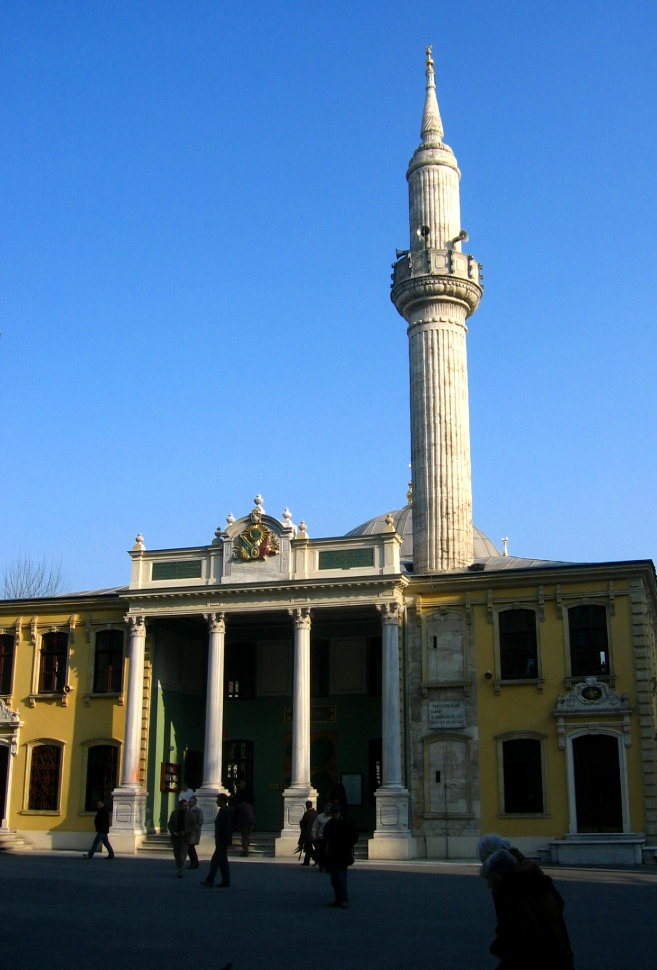
Teşvikiye-Moschee

Die Teşvikiye-Moschee ist eine im Neobarock gestaltete Moschee im Teşvikiye-Viertel von Şişli in Istanbul, Türkei.
Ursprünglich wurde die Moschee 1794 von Sultan Selim III. in Auftrag gegeben. Die heute existierende Moschee wurde aber erst 1854 unter Sultan Abdülmecit I. fertiggestellt. Zeitgleich wurden weitere bekannte Bauwerke in Istanbul errichtet oder renoviert, so die Ortaköy-Moschee und der Dolmabahçe-Palast. Der neobarocke Stil wurde aus Europa übernommen. Die Front mit ihren großen weißen Säulen wurde während einer Renovierung im späten 19. Jahrhundert errichtet. Die Moschee und ihr benachbartes Café ist für das Viertel Nişantaşı zu einem markanten Treffpunkt geworden. Es wurde zu einem wichtigen Ausgangspunkt für Beerdigungen bekannter Künstler und Politiker.
In seiner Kindheit besuchte der Literaturnobelpreisträger Orhan Pamuk die Moschee.